# Jan Kleyna
Jan Kleyna (...) è un astronomo britannico.
È ricercatore in astronomia presso l'Istituto di Astronomia dell'Università delle Hawaii; i suoi interessi si concentrano nel campo della dinamica galattica.
Kleyna ha collaborato con David Jewitt nella realizzazione di algoritmi per l'individuazione rapida di oggetti celesti in rapido movimento, come i satelliti naturali dei corpi del sistema solare; ha così preso parte alla scoperta di numerosi satelliti naturali di Giove e di Saturno.
| Controllo di autorità | ORCID (EN) 0000-0002-4734-8878 |